# Cratere Gluck
Gluck è un cratere d'impatto presente sulla superficie di Mercurio, a 38,07° di latitudine nord e 18,61° di longitudine ovest. Il suo diametro è pari a 100 km.
Il cratere è stato battezzato dall'Unione Astronomica Internazionale in onore del compositore tedesco Christoph Willibald Gluck.